# Brutar
Brutar – polska hodowla psów myśliwskich założona w 1936 roku w Tarnowie przez Kazimierza Tarnowskiego. Nazwa powstała poprzez połączenie trzech pierwszych liter nazwisk Brudnicki i Tarnowski. Z hodowli Brudnickiego młody Kazimierz Tarnowski zakupił swojego pierwszego psa.